# Kabyles
Pour la langue, voir Kabyle.
Les Kabyles (en kabyle : Iqbayliyen, Imaziɣen, Izwawen, Igawawen ou Leqbayel, en tifinagh : ⵉⵇⴱⴰⵢⵍⵉⵢⵏ,) sont une ethnie berbère originaire de la Kabylie (en kabyle : Tamurt n Leqbayel ou Tamurt n Yizwawen,), une région berbérophone d'Algérie à dominante montagneuse. Ils peuplent le littoral et les divers massifs montagneux de la région : les montagnes du Djurdjura, des Bibans et des Babors. Les Kabyles fournissent le premier groupe berbérophone par le nombre en Algérie. Ils parlent le kabyle, une langue berbère, une minorité parle une variante (chaoui des Amouchas, tasahlite) dans le massif des babors, première en Algérie par le nombre de locuteurs avant le chaoui. À partir de la fin du XIXe siècle, ils constituent, depuis l'indépendance de ce pays, le milieu le plus favorable au développement de la revendication identitaire berbère,. Ils sont aujourd’hui présents dans d'autres régions d’Algérie, notamment à Alger, et parmi la diaspora algérienne en France.

## Dénominations et étymologie

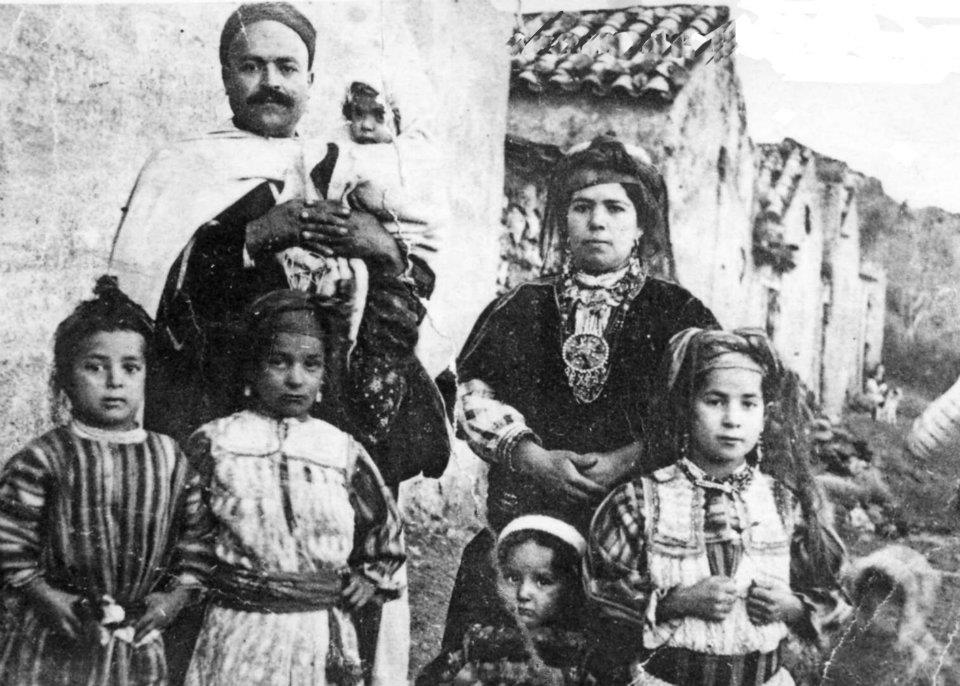
Une famille kabyle.

### Nom originel des populations de Kabylie

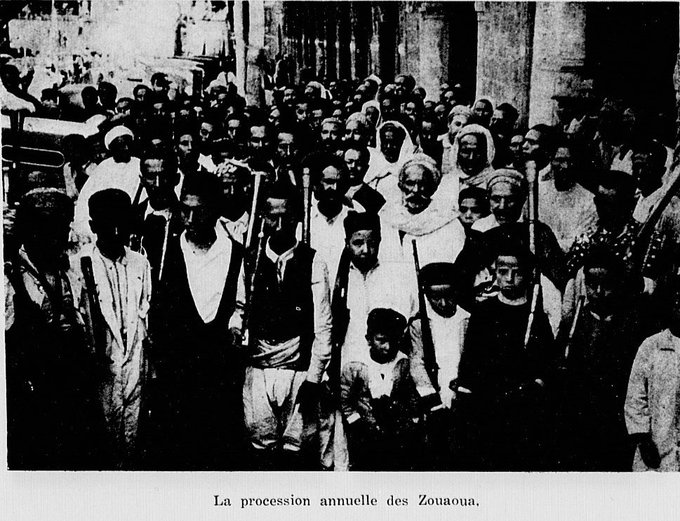
Procession des Zouaoua (Kabyles).

Historiquement, les Kabyles ne se caractérisaient pas eux-mêmes de Kabyle mais de Izwawen. Pour désigner la population de la Kabylie dans son sens actuel, les arabophones utilisaient le mot Zouaoua (Zwawa), sg. Zouaoui (Zwawi) qui, d’après une hypothèse, serait une déformation du berbère Agawa, un massif au cœur de la Grande Kabylie, le massif Agawa, d'où l'origine du mot Igawawen pour désigner les Kabyles, et qui est le nom d’une puissante confédération de huit tribus répandue en Kabylie et organisée en deux groupes : Aït Bethroun (Aït Yenni, Aït Boudrar, Aït Bou Akkach, Aït Ouasif) et Aït Menguellath (Aït Menguellath, Aït bou Youssef, Aït Akbil, Aït Attaf). Ibn Khaldoun avait relevé que les Zouaoua sont aussi une fraction des Kutamas, tribu issue de la branche des Branès (descendants de Bernès, fils de Berr et frère de Medghacen). L'appellation zwawa qualifiait ainsi tous les Kabyles en général, son équivalent en langue berbère étant izwawen. D'après d'autres chercheurs, le mot Azwaw et le mot Agawa/Agawaw n'auraient pas la même étymologie, Igawawen désignant une confédération alors que Izwawen désigne l’ensemble des kabyles.
Le professeur Salem Chaker avance que le terme Zwawa/Zwawi utilisé par les arabophones ne devrait pas être relié à agawa/igawawen mais plutôt à Azwaw/Izwawen (prénom kabyle et nom de clan répandu en Kabylie). Salem Chaker soutient l'idée que Izwawen est le véritable nom ancien et autochtone des Kabyles qui, « comble de la dépression historique, ont presque oublié leur véritable nom ». En outre, dans l’Ouest algérien, les Kabyles sont toujours désignés sous le nom de Zouaoua/Zouaoui.
La totalité des kabyles se reconnaît dans le nom de Azwaw/Izwawen.

### Origine et usage du mot «kabyle»
Le terme français « kabyle » (et sa berbérisation aqbayli) est emprunté à l'arabe qabīla (« tribu, famille »), dont le pluriel, qabāʾil, désigne les Kabyles,. Qabīla est dérivé de la racine q-b-l qui, comme le verbe qabila, dénote la tribu, la famille. Les termes « Kabylie » et « Kabyle » se popularisent au milieu du XIXe siècle au moment où, prenant possession de l’Algérie, les Français (militaires, administrateurs puis chercheurs) ont éprouvé le besoin d’identifier les différentes régions de la colonie et les populations qui y étaient établies.
Le terme originel « Qaba'il », qui signifie en arabe « Tribus » est le terme que les Français utiliseront pour désigner ces montagnards qui portaient des noms différents en fonction de la tribu à laquelle ils appartenaient. Aussi pouvait-il plus rarement désigner aussi bien les berbères des Aurès que ceux de l'ouest algérien. On parlait alors de « Kabylie de l'Ouarsenis »,.
Le nom s'est ensuite restreint aux berbérophones de Kabylie et a pris une signification ethnique pour désigner ce peuple en particulier.
Le terme d’el Qbayl (sing. el Qbayli) a été adopté dans différentes régions du Maghreb et à différentes époques pour désigner des groupements tribaux particuliers. Il a ainsi été utilisé, à l’époque des Almoravides et des Almohades (xie et xiiie siècles), pour désigner les trois tribus masmouda qui occupaient alors la plaine de Marrakech, le Haouz d’aujourd’hui. Le terme devait sans doute s’étendre, à une période plus ancienne, à une région plus importante, puisque le terme taqbaylit (berbérisation d’el qbayliya) qui désigne l’idiome berbère des tribus de Kabylie est aussi utilisé par les Aït Menacer, Ichenouiyen (sous la forme haqbaylit) et Aït Salah.
C’est par le biais de l’administration coloniale, qu’en Algérie, ce terme connaît un sort particulier qui l’a amené à désigner spécifiquement la population berbérophone situé à l’est d’Alger (Kabylie). Cependant il n’en fut pas toujours ainsi, aussi bien en Algérie qu’en Tunisie où ce terme avait un sens plus courant :

« Kebaïli est fréquemment utilisé dans tout le Maghreb pour désigner l’homme mal dégrossi, descendu dans la plaine et dont on ne comprend pas “le patois”. C’est une manière de sauvage. »

D’après d’autres témoignages, on relève aussi que, dans l’est algérien et en Tunisie, on a fait longtemps la distinction entre deux types différents de « Kabyles », les « Kabyles ennigh’as » (el qbayl nnighas) et les « Kabyles el hadra » (el qbayl el hadra) :

« Les ennigh’as, ce sont les berbérophones qui sans cesse répètent “ennigh’as”, ce qui en berbère veut dire je lui ai dit. Les Kabyles “el hadra” quant à eux, sont les montagnards arabophones de la région de Mila-Constantine qui ne parlent pas l’arabe bédouin mais un arabe plus ancien, celui des premiers envahisseurs arabes qui ont tenu garnisons dans la région. »

À l’arrivée des Français au Maghreb, le terme el qbayl, francisé en kabyle, était donc d’un usage courant dans les villes pour désigner les populations sédentaires des campagnes et des montagnes alentour. Ces populations pouvant être soit berbérophones, soit arabophones.
L'appellation historique berbère pour désigner la Kabylie est tamurt n Yizwawen,.

## Histoire
Pour un article plus général, voir Histoire des Berbères.
Durant toutes les invasions antérieures aux Français, les Kabyles avaient réussi à conserver leur indépendance et ce n'est qu'en 1857 avec la fin de la révolte de Fatma N'Soumer qu'ils furent entièrement conquis,,,,.

### Antiquité
Dans l'Antiquité, les Kabyles sont organisés en confédérations que les Romains appellent Quinquegentiens et Bavares. L'historien Ammien Marcellin fait connaître les différentes tribus Quinquegentiennes sous les noms de Tendenses (Ifnaien), Mississenses (Imssissen), Isaflenses (Iflissen), lesalenses (Aït Irathen) et Jubaleni (dans les Bibans).
La Kabylie fait partie du royaume de Numidie. Il est plus tard annexé par l'Empire romain, et est divisé entre les provinces d'Afrique et de Maurétanie césarienne. Les Romains puis plus tard les Byzantins contrôlent la route principale et la vallée, et évitent les montagnes (appelées Mont Ferratus, littéralement : montagnes de fer). Les Kabyles sont le fer de lance de nombreuses révoltes contre la domination impériale romaine dans la province, les plus dévastatrices étant celles des Quinquengentiens et leurs alliés Bavares, puis celle du chef Firmus.

### Période arabe
À la faveur de l'expansion de l'Islam au VIIIe siècle, les Omeyyades contrôlent des plaines en Kabylie, mais pas toutes les campagnes. Les montagnes autour de Béjaïa sont reconnues par les conquérants pour leur forte résistance (appelées en arabe : el aadua ou el ‘adua, en français : « l'ennemie »). L'Islam est introduit progressivement et pacifiquement sous l'impulsion de marabouts. En 743, suivant la Grande révolte berbère, et l’effondrement du califat Omeyyade, les Kabyles restent indépendants du joug de la nouvelle dynastie Aghlabide.

### Période fatimide

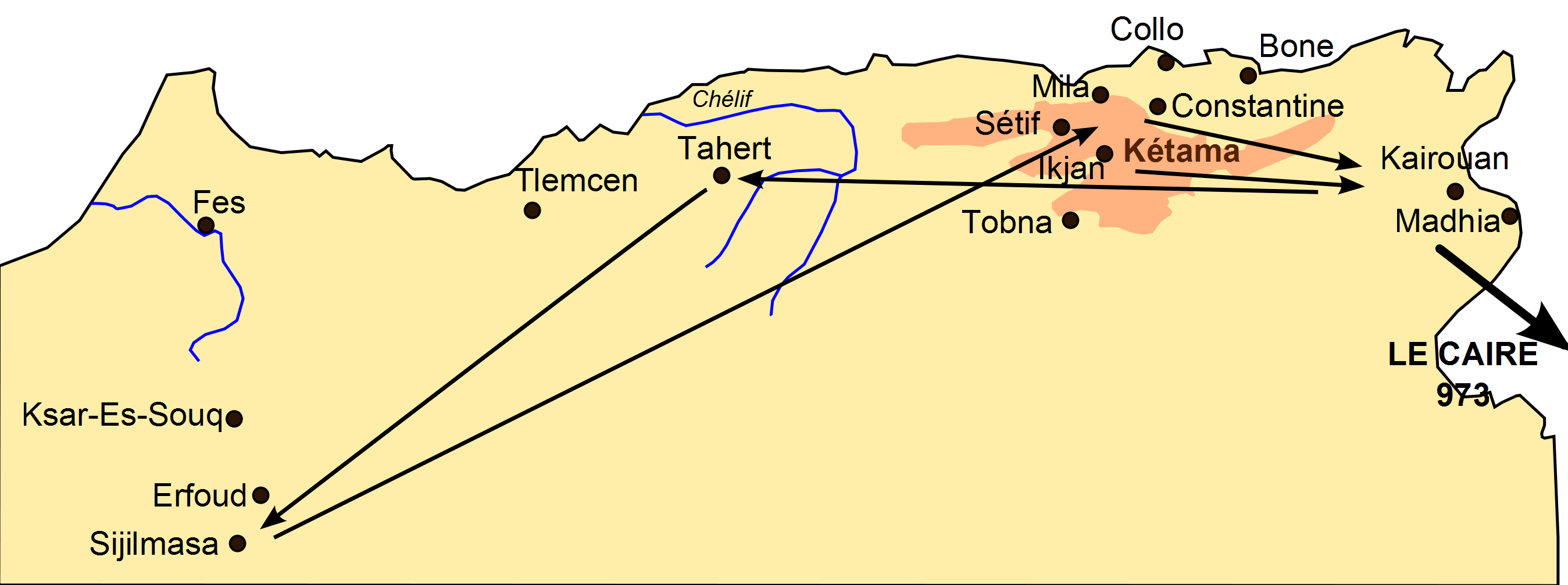
Carte des mouvements fatimides au Maghreb de 909 à 973.

La dynastie des Fatimides fondée au xe siècle, a son centre d'origine situé en Petite Kabylie, où le dâ`i (signifiant « agent recruteur, propagandiste, apôtre ») ismaélien, Abou Abdallah al-Chii, a trouvé un public réceptif pour les croyances millénaires qu'il prêchait et a ensuite conduit, avec succès, la tribu kabyle Ketama à conquérir l'Ifriqiya (Tunisie actuelle, alors occupée par les Aghlabides), atomisant la présence arabe au Maghreb, puis l'Égypte. Après avoir pris le contrôle de l'Égypte, les Fatimides perdent de l'intérêt pour le Maghreb, le chef sanhadja Bologhine ibn Ziri, hérite du contrôle de l'Ifriqiya (la Kabylie et une grande partie de l'Algérie, y compris la Tunisie moderne). La branche Ziride des Hammadides règne sur la place quelque deux siècles, avec un effet durable sur le développement non seulement de la Kabylie mais aussi de l'Algérie dans sa globalité, refondant des villes comme Béjaïa (sa capitale après l’abandon de Kalâa des Béni Hammad) et Alger, entre autres.
Une partie de la Kabylie des Babors (Jijel) sont originaires de deux tribus berbères, les Kutamas (sous la dynastie Fatimide), et les Sanhadja (sous la dynastie Hammadide). À cela il faut ajouter les berbères d'Andalousie qui se sont réfugiés à Béjaïa (Bougie), aidés par le sultan hammadide En-Nacer de Béjaïa au xie siècle.
Après l'effondrement des Hammadides, la Kabylie passe régulièrement sous le joug de diverses dynasties berbères, alors qu'une grande partie de l'intérieur n'est pas contrôlée efficacement. Les Espagnols, en pleine reconquista, en profitent, au début du xvie siècle, pour prendre pied dans les ports : Mers el-Kébir (1504), Oran (1509), Béjaïa (1512), Le Penon (en face d'Alger, en 1510). Menacés, les habitants appellent à leurs secours des corsaires turcs, les frères Barberousse. En 1516, ils prennent Alger, évincent le seigneur local et, quatre ans plus tard, instituent la régence et se placent sous la protection virtuelle du sultan ottoman.

### Époque ottomane
Sous le règne des Turcs ottomans, la majeure partie de la Kabylie est inaccessible aux Deys (gouverneurs de la régence d'Alger), qui doivent se contenter d'alliances militaires ou commerciales, de raids occasionnels et de colonies militaires dans certaines vallées. Dans les années précédant et suivant la période ottomane, la famille Belkadi gouverne longtemps la grande Kabylie, ayant pour capitale Koukou, aujourd'hui un petit village près de Tizi Ouzou ; mais son pouvoir décline au xviie siècle.
Les Kabyles sont relativement indépendants du joug ottoman pendant l'époque ottomane du Maghreb. Ils résident dans trois royaumes différents, le royaume de Koukou, le royaume des Aït Abbès, et la principauté des Aït Jubar.
Les royaumes kabyles bénéficient d'une certaine reconnaissance internationale (représentations diplomatiques en Espagne, notamment). Dès 1512, le corsaire turc Arudj Barberousse se joint aux différentes tentatives kabyles de reprendre Béjaïa aux Espagnols grâce à leurs connaissances en navigation. Les Kabyles alliés aux Ottomans reprennent Béjaia définitivement en 1555.

### Époque contemporaine

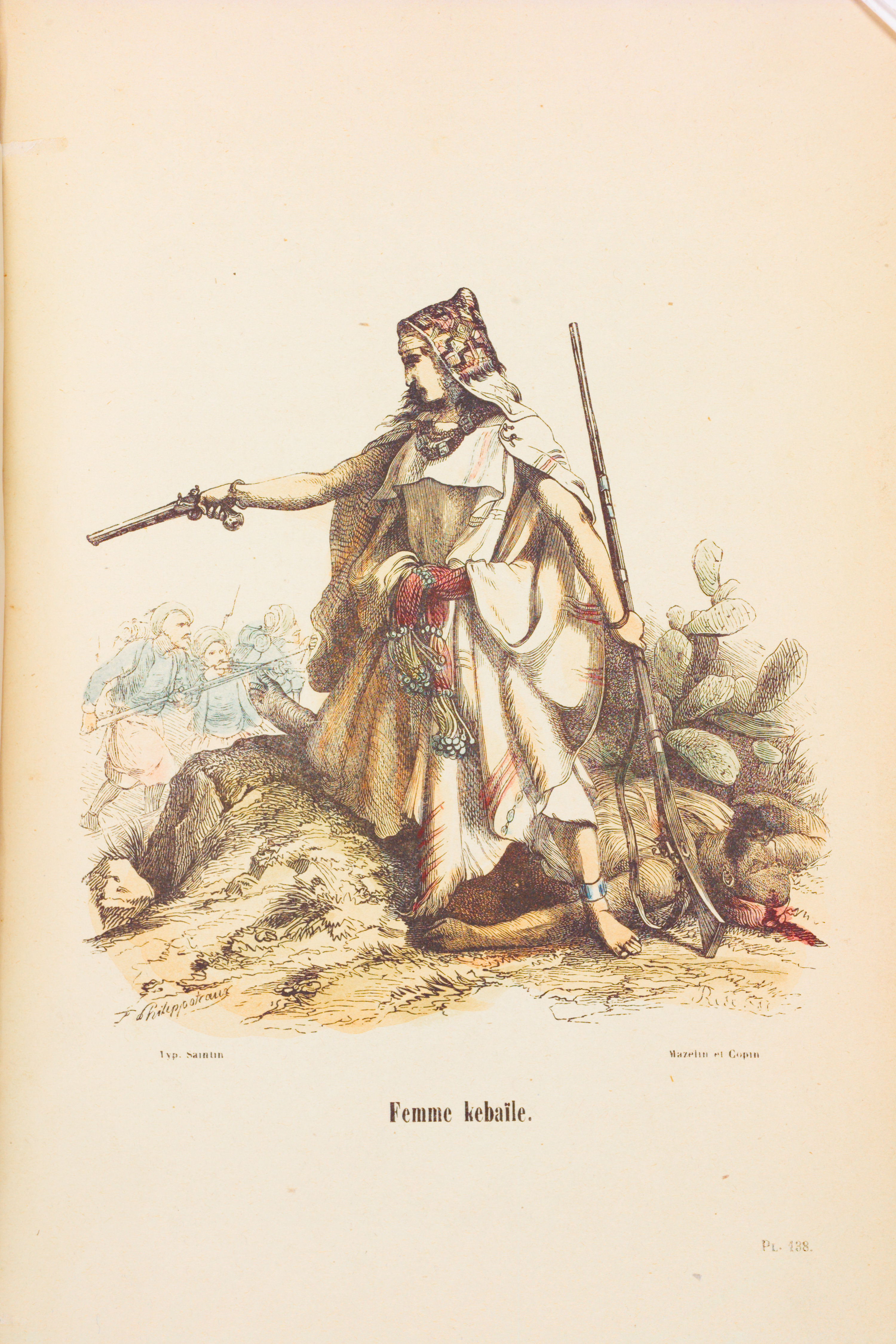
Fatma N'Soumer, résistante à la conquête de la Kabylie par la France dans les années 1850.

La région est graduellement prise par les Français lors de leur conquête, à partir de 1857, malgré une résistance vigoureuse des Kabyles. Des chefs comme Fatma N'Soumer continuent la résistance plus longtemps, jusqu'à la révolte de Mokrani en 1871.

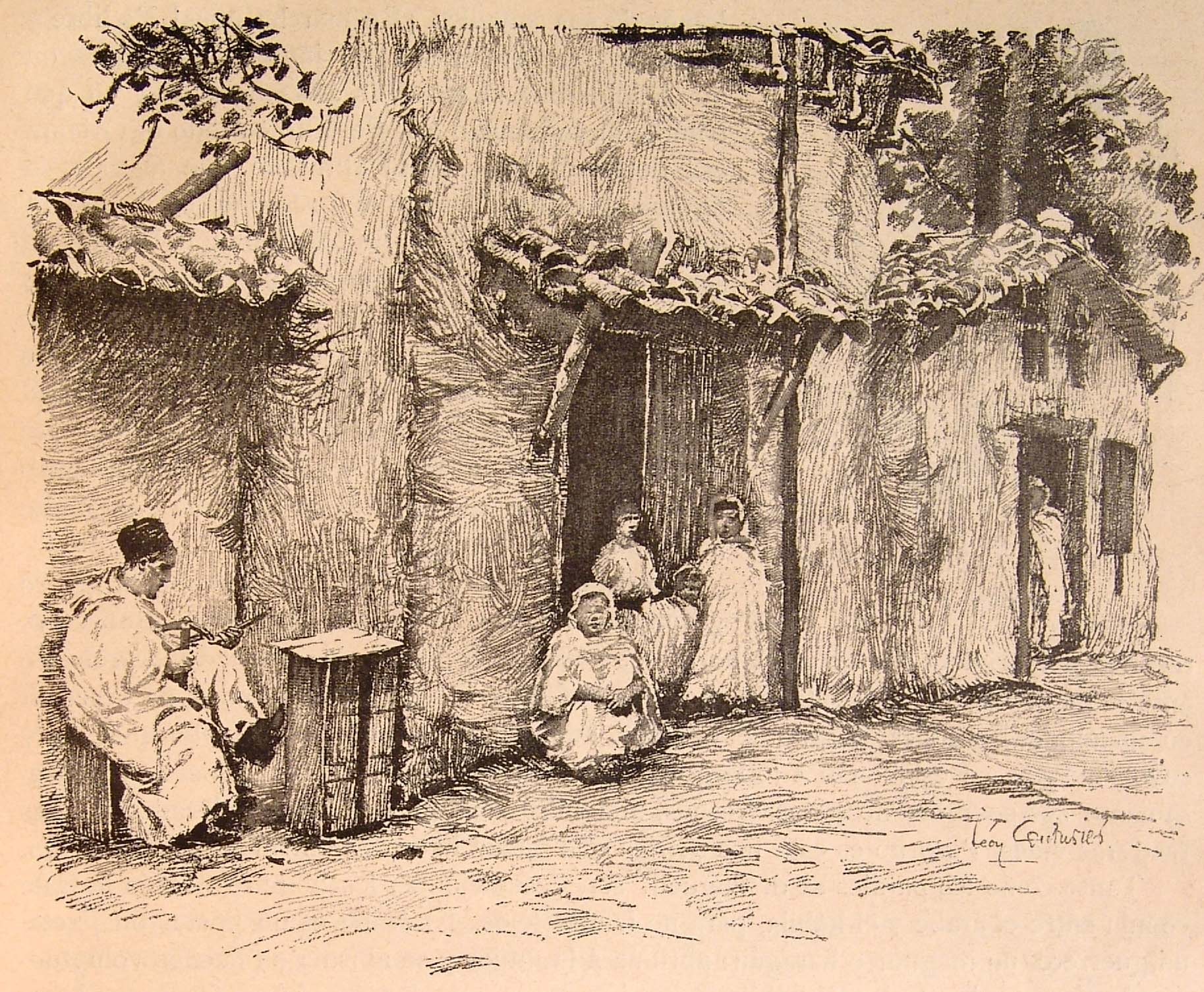
Maison des Kabyles de Léon Couturier à l'exposition universelle de Paris de 1889.

Les autorités françaises confisquent beaucoup de terres aux tribus les plus rebelles et les accordent aux colons, connus sous le nom de pieds-noirs. Pendant cette période, les Français procèdent à de nombreuses arrestations et déportations, principalement en Nouvelle-Calédonie (voir les Algériens du Pacifique). En raison de la colonisation française, de nombreux Kabyles émigrent dans d'autres régions à l'intérieur, et à l'extérieur de l'Algérie. Au fil du temps, les travailleurs émigrés sont également allés en France.
Dans les années 1920, les travailleurs immigrés algériens en France organisent le premier parti de promotion de l'indépendance. Messali Hadj, Amar Imache, Si Djilani et Belkacem Radjef sont très rapidement suivis en France et en Algérie dans les années 1930. Ils forment des militants devenus indispensables au combat pour une Algérie indépendante.

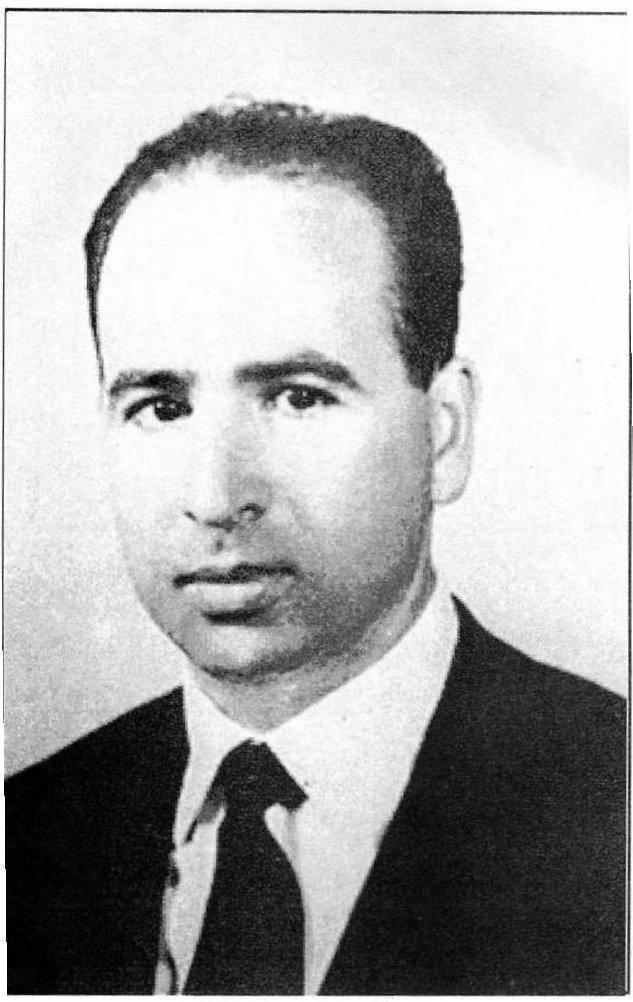
Krim Belkacem, chef historique du FLN durant la guerre d'Algérie, originaire de Aït Yahia Moussa, en Kabylie.

Depuis l'indépendance de l'Algérie, dont le signataire des accords d'Evian, du côté du FLN, est Belkacem Krim, des tensions apparaissent à plusieurs reprises entre la Kabylie et le gouvernement central. En 1963, le parti FFS de Hocine Aït Ahmed conteste l'autorité du FLN, qui s'impose comme le seul parti de la nation.
En 1980, plusieurs mois de manifestations ont lieu en Kabylie pour exiger la reconnaissance du berbère comme langue officielle ; cette période est appelée le Printemps berbère. En 1994-1995, un boycott scolaire a lieu, appelé « grève du cartable ». En juin et juillet 1998, des manifestations violentes ont lieu après l'assassinat du chanteur Matoub Lounès et contre la loi exigeant l'utilisation de la langue arabe dans tous les domaines.
Dans les mois qui suivent avril 2001, de grandes émeutes (appelées Printemps Noir)- avec l'émergence du Mouvement pour l'autonomie de la Kabylie et de l'Arouch, des conseils locaux néo-traditionnels, suivent l'assassinat de Massinissa Guermah, un jeune Kabyle, par des gendarmes. Les protestations diminuent progressivement après que les Kabyles ont obtenu des concessions du président Abdelaziz Bouteflika.
Du 9 au 17 août 2021, des feux de forêt, plusieurs étant d'origine criminelle, se déclarent en Kabylie causant la mort de plus de 100 personnes, la destruction de domiciles et la perte d'un écosystème de plusieurs dizaines de milliers d'hectares,,,. Par la suite, la diaspora a organisé des manifestations, notamment à Paris, le 10 octobre 2021,,.

## Géographie

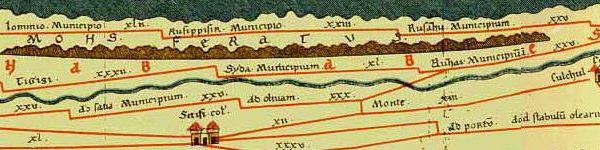
Le Djurdjura (nommé : Mons Ferratus) sur la table de Peutinger, avec Bida / Syda (Djemâa Saharidj), Tigisi (Taourga), Sitifi Colonia (Sétif), Mons Ferratus (Djurdjura), etc..

L'emplacement géographique de la Kabylie a joué un rôle important dans l'histoire des Kabyles. Le paysage montagneux difficile d'accès de Tizi Ouzou, Béjaïa et Bouira a servi de refuge, dans lesquels les Kabyles se sont retirés quand ils étaient sous pression, ou occupés, préservant ainsi leur patrimoine culturel d'autres influences culturelles.

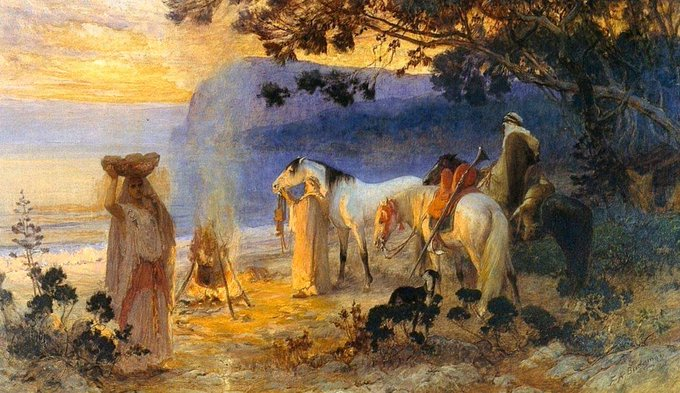
Les côtes de Kabylie par Frederick Arthur Bridgman.

La région a été le fer de lance de plusieurs dynasties locales (Numides, Fatimides avec la tribu Kutama, Zirides, Hammadides et Hafsides de Bejaïa) ou du nationalisme algérien, et la guerre d'indépendance. Les Romains et Byzantins contrôlaient la route principale et la vallée pendant l'Antiquité, et évitaient les montagnes (appelées Mont Ferratus, littéralement : montagnes de fer). Les Arabes durant l'expansion de l'islam ont contrôlé les plaines, mais pas toutes les campagnes (appelées en arabe el aadua, en français "l'ennemi" pour leur résistance). La régence d'Alger tente d'avoir une influence indirecte (via les tribus kabyles makhzen d'Amraoua, et les marabouts). Les Français vont progressivement réaliser la conquête de la région, et mettre en place une administration directe.
Les provinces algériennes possédant de nombreuses populations parlant la langue kabyle comprennent : Tizi Ouzou, Béjaïa et Bouira, ainsi que Boumerdès, Sétif, Bordj Bou Arreridj et Jijel. Alger a également une importante population de Kabyles, où ils représentent plus de la moitié de la population de la capitale. La Kabylie est appelée Al Qabayel (« tribus ») par la population arabophone, et Kabylie en français. Ses habitants indigènes l'appellent Tamurt Idurar (« terre des montagnes ») ou Tamurt n Iqvayliyen / Tamurt n Iqbayliyen (« terre du kabyle »). Elle fait partie des montagnes de l'Atlas, et est situé au bord de la Méditerranée.

## Organisation sociale

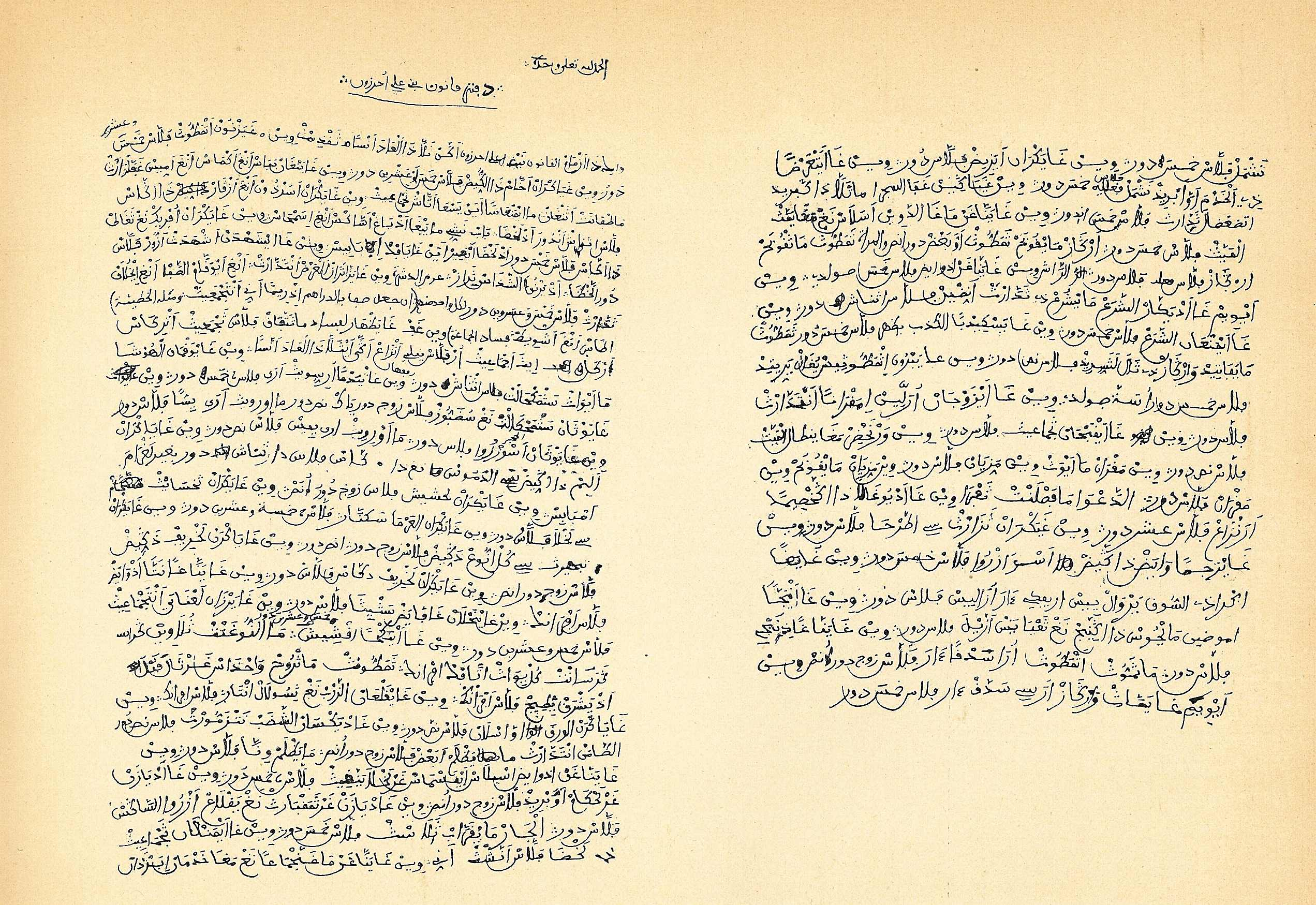
Manuscrit du qanun (droit coutumier) des Aït Ali ou Herzun.

L'organisation sociale des Kabyles autrefois éleveurs et agriculteurs sédentaires a été abondamment étudiée, notamment par le sociologue français Pierre Bourdieu. Ce modèle a été largement modifié par la forte émigration qui a bouleversé les rapports sociaux, l'urbanisation, mais on peut tracer les grands traits de la société traditionnelle.
L’unité sociale de base de la société kabyle est la famille élargie, l'axxam (« le foyer »). La txarubt (« la faction ») est l’extension de la famille élargie, chaque composante de la faction se réfère à l'héritage symbolique d'un ancêtre de lignée paternelle. La txarubt assure l'intégrité de chaque individu et la défense de l'honneur du nom en commun, avant l'introduction du nom patronymique par l'administration coloniale, c'était le moyen d'identification le plus utilisé.
Dans certains villages importants (tudart), il y a une structuration par quartier qui regroupe différentes factions (tixarubin), c'est l'adrum. C'est l'ensemble de ces quartiers qui forment le village. Plusieurs villages peuvent s'unir et former laarch (« la tribu »), un ensemble de tribus donne une taqbilt (« une confédération »), qui donnera son nom aux berbères de la région appelés kabyles.

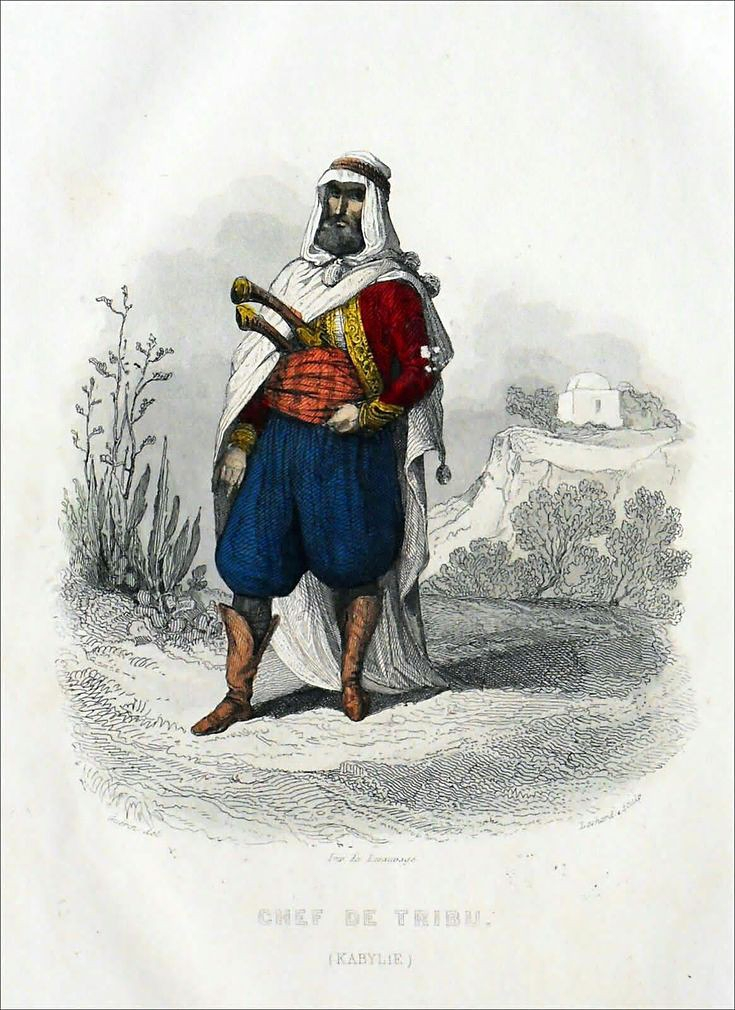
Chef de tribu Kabyle.

Chaque village formait une tajmaât (« une assemblée »), une petite ou grande organisation selon l'importance numérique du village, semblable à la république démocratique. Elle était composée de tous les hommes ayant atteint la majorité, et en principe tout citoyen, quelle que soit sa condition socio-économique, pouvait y prendre la parole pour exposer ses idées et prendre position lors des propositions de résolutions. Les vieillards, à qui l'on attribuait le titre d’imgharen, parce qu'ils étaient chefs de famille ou même de la lignée vivante, bénéficiaient d'un respect particulier et d'une grande écoute, aussi accordait-on à leurs décisions dans la tajmaât une plus grande importance, et la démocratie kabyle s'apparentait parfois davantage à une gérontocratie.
On y nommait l’amin (« chef ») (ou l’ameqqran, « l'ancien », suivant les régions) qui était chargé du bon déroulement de l'assemblée et de la mise en application de ses décisions. Pour les plus grandes tajmaât, le chef était parfois assisté dans ses fonctions par un uqil et plusieurs t'emen. L'uqil avait la responsabilité des revenus de la tajmaât, et avait en plus un droit de regard sur les décisions du chef. Il appartenait en général à un çof (« ligue », alliance de plusieurs tribus) opposé à celui du chef, constituant un véritable contrepoids au pouvoir exécutif, ce qui assurait une certaine stabilité politique. Le t'emen, sorte de «député-maire », représentait son çof lors des réunions et transmettait les décisions. Conseil municipal, cour de justice et cour souveraine, la tajmaât se référait, en cas de litige ou de problème, à des textes de lois, les « qanôun kabyles », la plus haute autorité juridique, qui définissaient le moindre manquement et sa sanction.

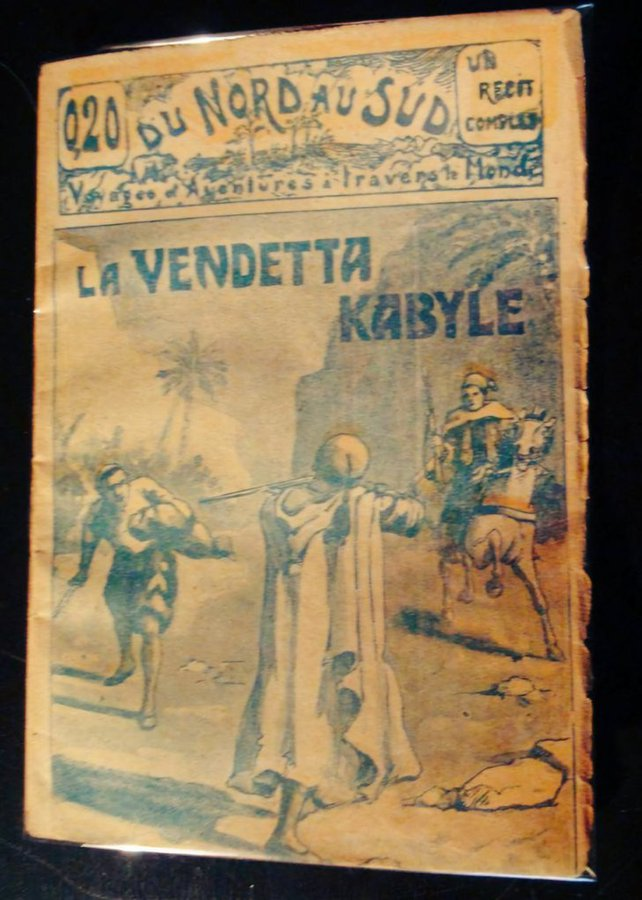
Le code de l'honneur et la vendetta Kabyle.

Le code de l'honneur protégeait « la maison, les femmes, les fusils » et stipulait que le meurtre devait être vengé par les liens du sang (les auteurs de ces actes y compris les vengeurs étaient rejetés de la communauté). La filiation est patrilinéaire. Le patronyme de l'ancêtre commun se transmettait. La tajmaât vivait sous l'autorité du groupe, où l'esprit de solidarité est fort développé. Pour exemple le terme tiwizi (« solidarité ») désigne l'activité collective consistant à aider un villageois dans une de ses tâches comme le ramassage des olives, à laquelle il contribue directement ou en nourrissant les participants.
Rectificatif : le terme djemâa, que les Kabyles ont intégré en tajmaât en le berbérisant, est un mot d'origine arabe ; le mot exact en kabyle est plutôt agraw qui signifie assemblée.
Le çof se rapporte non pas à un clan mais à une ligue, le clan est une organisation qui se rapporte à une famille élargie, comme la tribu, alors qu'un çof peut être changeant.

## Population

### Démographie

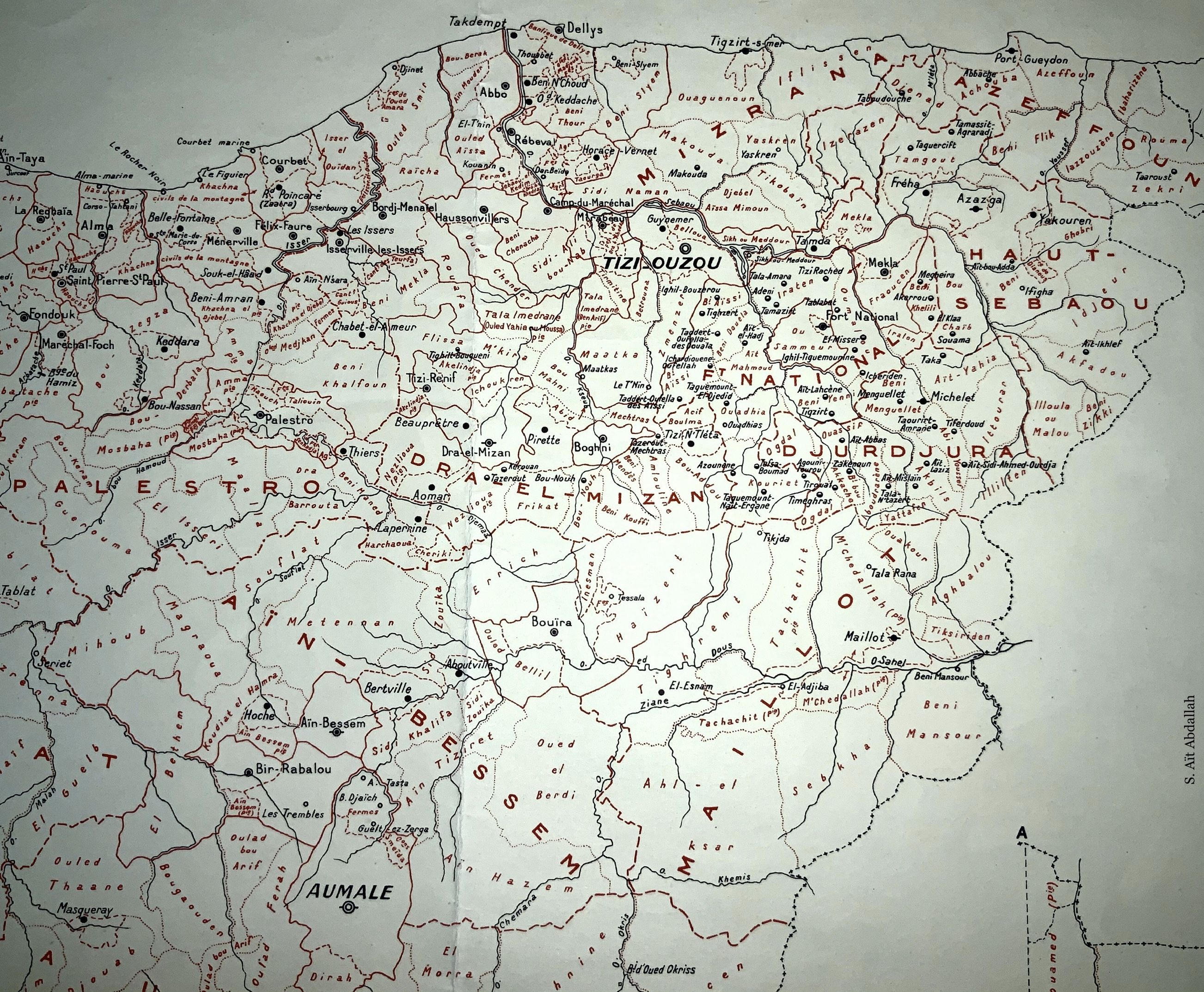
Cartographie des tribus de la Kabylie (1940).

Selon la définition la plus courante en usage aujourd'hui en Algérie, le Kabyle est celui dont la langue maternelle est le kabyle, ou sinon dont les parents ont le kabyle pour langue maternelle.
En se fondant sur cette définition la plus courante, le nombre de Kabyles en Kabylie est donc d'environ 3,5 à 4 millions (1,2 million d'habitants dans la wilaya de Tizi Ouzou, 1 million dans la wilaya de Béjaia, les deux seules wilayas entièrement kabylophones, et environ 1,5 à 2 millions d'habitants dans les communes kabylophones des wilayas de Bouira, Boumerdès, Jijel, Bordj Bou Arreridj et Sétif).
En dehors de la Kabylie, les Kabyles sont nombreux à avoir migré vers d'autres régions d'Algérie, principalement Alger et ses environs, mais aussi dans une moindre mesure Oran et Constantine. Il est impossible de connaître leur nombre de façon précise, mais on peut l'estimer à environ 2 millions, sur deux générations.
Les Kabyles sont donc environ 5,5 à 6 millions en Algérie, soit environ 15 % de la population algérienne.
En dehors du pays, du fait d'une ancienne et forte émigration kabyle vers la France, les Kabyles représentent aujourd'hui environ 40 % des Algériens et descendants d'Algériens en France soit environ 800 000 Kabyles en France (sur 2 millions d'Algériens et enfants d'Algériens présents en France). Mais la France n'est pas la seule destination des Kabyles. Il y a aussi de grosses communautés kabyles au Canada et en Belgique.

## Culture

### Langue

Carte des aires linguistiques du nord-est algérien.

La culture kabyle est une composante de la culture algérienne, maghrébine et méditerranéenne. La spécificité linguistique de la région s'illustre notamment par ses traditions, sa musique et son folklore.
La langue kabyle taqbaylit, textuellement "la (langue) kabyle" (ⵜⴰⵇⵀⴰⵢⵍⵉⵜ) (Tifnaɣ traditionnels ⵜⵈⵀⵉⵍⵜ) ou tazwawt (ⵜⴰⵣⵡⴰⵡⵜ) (Tifinaɣ traditionnels ⵜⵣⵓⵓⵜ) se rattache aux langues berbères qui comportent plusieurs variantes. Très attachés à leur identité berbère, les Kabyles se réclament en fait de la langue Tamaziɣt, une langue officielle en Algérie depuis le 1er janvier 2016.
Taqbaylit/tazwawt (« la kabylité ») signifie aussi, dans la sémantique kabyle en général, la référence à un système de valeurs ancestrales (code de l'honneur), non contradictoire de l'esprit du clan (çof), qui régulent et gèrent la vie collective à l'échelle d'un village ou d'une tribu ou confédération.

### Religion

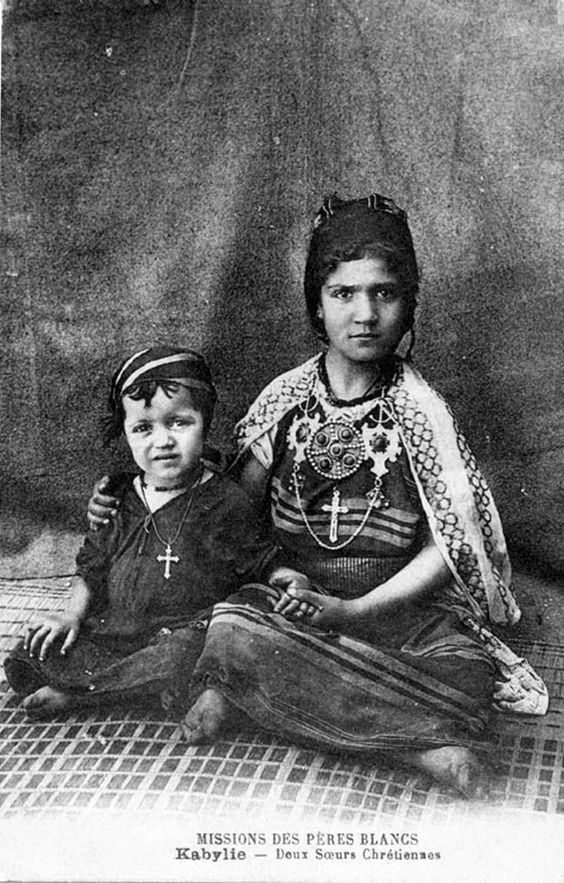
Deux sœurs chrétiennes de Kabylie, en Algérie, entre 1905 et 1920, carte postale illustrée éditée par la mission des Pères blancs.

Selon Armand Viré « les Kabyles professent tous la même religion, l'Islam », influencé par le soufisme, comme le soulignaient aussi Adolphe Hanoteau et Aristide Letourneux. Selon Mouloud Mammeri la confrérie Rahmaniya est l'une des plus puissantes confréries soufi d'Algérie.
Avant l'acceptation de l'islam par les Kabyles, la Kabylie a connu l'ensemble des religions du bassin méditerranéen sans pour autant les avoir pratiquées, ayant même contribué, comme partie intégrante du monde berbère, à la fourniture de quelques dieux et déesses aux Grecs et aux Romains et aux Égyptiens, telle que Antée. D'abord dévoués a un Dieu nommé Yakuc qui était le Dieu probablement de tous les Berbères étant donné que ce nom se retrouve sous différentes formes d'un bout à l'autre du Maghreb et est toujours employé au Mzab dans certaines incantations, la religion des Kabyles repose sur une cosmogonie précise et très élaborée encore connue des vieillards. Peu d'ouvrages ont été faits à propos de la cosmogonie kabyle, on a celui de l'anthropologue Léo Frobenius dans son tome 1 en allemand traduit en français par Muqran Fetta en "contes kabyles". Le culte se concentrait donc autour d'un Dieu unique et transcendant, Yakuc mais aussi d'un monde invisible de gardiens sentinelles des lieux (iɛassassen/inaḍafen) et des esprits (aharayruc, pl. iharayrac/djinn, pl. ledjnun), les croyances en de nombreuses créatures mythologiques, monstrueuses et/ou bienfaisantes faisaient aussi partie de la religion des Kabyles. Beaucoup de représentations rupestres préhistoriques ainsi que des figurations rupestres et stèles libyques montrent que ce culte remonte à une période très ancienne.
Une minorité chrétienne évangélique est en développement important dans les années 2000 et 2010,.

#### Islam

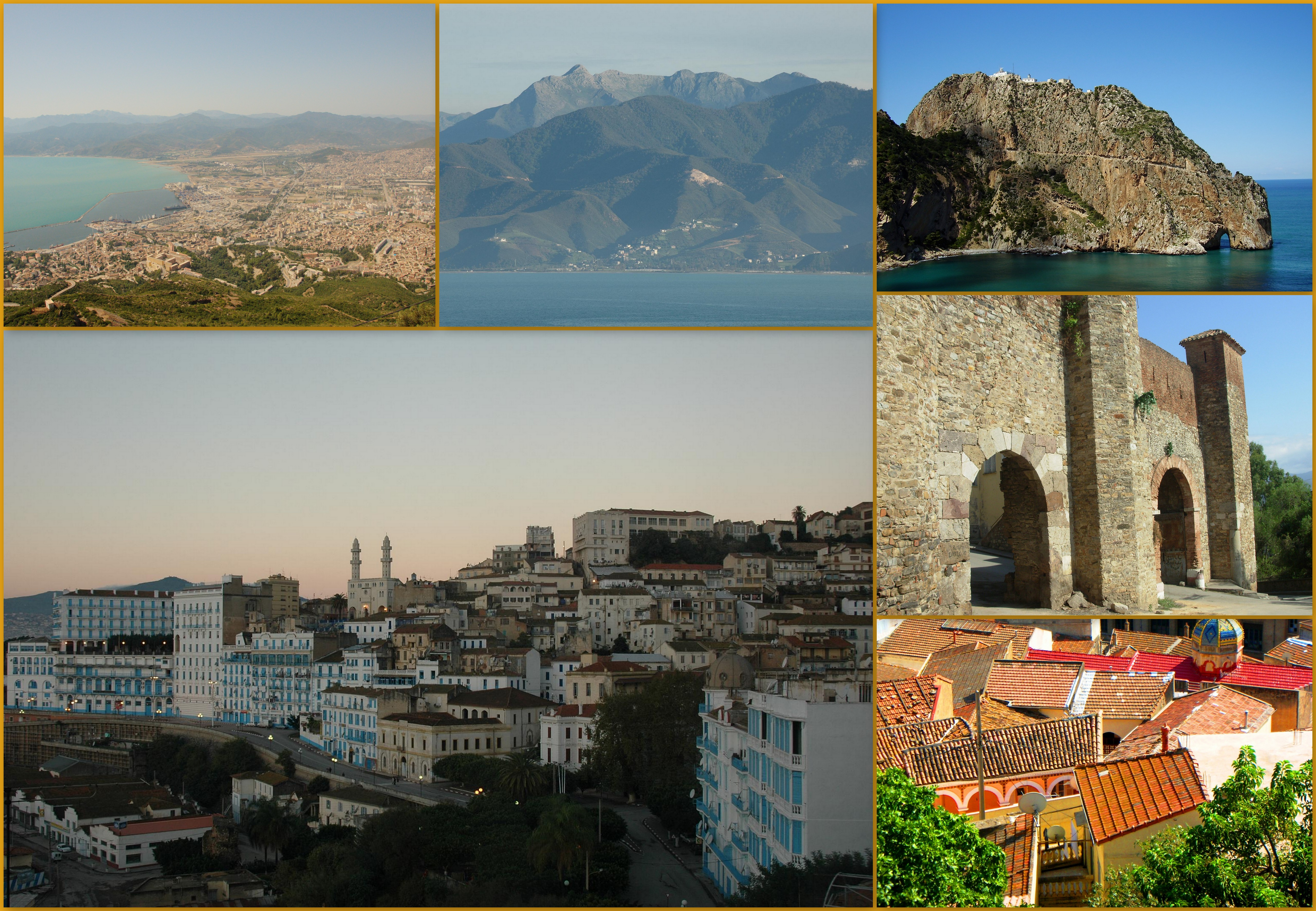
La ville de Béjaïa, en petite Kabylie, connait au Moyen Âge, une dynamique remarquable sur le plan culturel, et religieux,. La ville est surnommée la « Petite Mecque » par Ibn Arabi, et tel que rapporté par Ibn Khaldoun (El Mekka Es-Saghira).

L'islam s’est installé au Moyen Âge et il constitue la religion majoritaire des Kabyles. Son influence sur la culture, la société est majeure ; et ce à travers diverses périodes historiques.
Au début de la conquête musulmane du Maghreb, la population berbère se convertissait massivement. Mais les inégalités entre arabes musulmans et non-arabes, l'imposition de lourdes taxes, le statut de dhimmis, ont provoqué des révoltes répressives envers les arabes, les révoltés allant jusqu'à massacrer et expulser des tribus arabes entières (lors de la Grande révolte berbère en 739-743) et un repli de la population dans des doctrines contestataires du pouvoir du calife, le kharidjisme et le chiisme. En petite-Kabylie, c'est le chiisme ismaélien des tribus Kutama avec l'aide des Zouaoua pourtant peu islamisés, qui prédominera et qui participera à établir la dynastie fatimide et à fonder la ville du Caire pour capitale. L'Empire Fatimide initié par les Kutamas s'étendait du Maghreb jusqu'à Bagdad en Irak.
Le sunnisme a été ensuite introduit notamment avec le règne de la dynastie berbère hammadite qui, depuis Béjaïa sa capitale, a rayonné sur l'Algérie et le bassin occidental de la Méditerranée aux XIe et XIIe siècles. Pratiquant un « islam » parfois influencé par le maraboutisme et le soufisme (à l'image de la confrérie Rahmaniyya).
La ville de Béjaïa connaîtra son âge d'or, notamment pour son rayonnement spirituel en raison du grand nombre de saints soufis qui en sont issus, les plus célèbres sont Yemma Gouraya, ou Saïd El-Bedjaouy,. La ville attirera même de grands mystiques, comme Ibn Al Arabi de Cordoue, qui participeront à l'identité religieuse de la région et plus généralement de l'Afrique du nord en mêlant la mystique soufie aux vieilles croyances animistes des berbères. Pendant cet âge d'or Béjaïa sera surnommée la petite Mecque. La Wilaya de Tizi-Ouzou est la Wilaya qui abrite le plus de mosquée en Algérie, la moitié des mosquées se trouvent dans cette wilaya.

### Politique et laïcité
Selon Yidir Plantade, la Kabylie comme le reste du Maghreb est restée attachée au cours de son histoire à une religiosité populaire avec des figures locales comme les saints et les marabouts. Pour lui, déjà avant la venue française, la société kabyle est « à mi-chemin entre religiosité profonde et sécularisme pré-moderne », cependant il parle de la laïcité comme un élément exogène à la Kabylie et il considère la culture laïque comme importée d'outre-Méditerranée par l'école républicaine française. Il note cependant le fait que, lors de la colonisation française, ces idées ont marqué profondément les Kabyles qui fréquentaient les écoles coloniales. Il décrit ces nouvelles élites comme « modelée par l'école et par l'administration française ». Ces mouvements laïques après avoir séduit la population dans les années 1960 avec l'émergence du mouvement berberiste connaissent un déclin. Selon l'auteur, face à l'impasse dans laquelle ce mouvement laïque est engagé on assiste à un regain de religiosité en Kabylie surtout de la part de la jeunesse.

### Diaspora

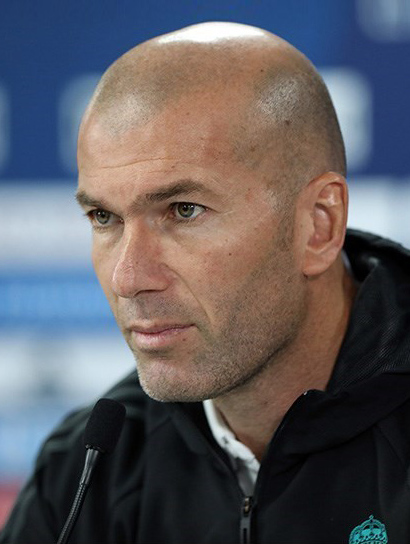
Zinédine Zidane, footballeur français d'origine kabyle. Il remporte le Ballon d'or et la coupe du monde en 1998.

Pour des raisons historiques, politiques et économiques, les Kabyles ont émigré en France. Ils sont au nombre de 1 500 000 en France,. Plusieurs personnalités françaises notables ont un ascendant d'origine Kabyle, comme Hakim Arezki, Zinédine Zidane, Kheira Hamraoui, Karim Benzema, Kylian Mbappe, Jalil Lespert, Erika Sawajiri, Mhamed Arezki, Mohamed Fellag, Mehdi Idir, Claude Zidi, Dany Boon, Jacques Villeret, Isabelle Adjani, Yamina Benguigui, Tassadit Mandi, Maïwenn, Édith Piaf,,, Slimane Azem, DjurDjura, Idir, Nâdiya, Chimène Badi, Marina Kaye, Marcel Mouloudji, Alain Bashung, Rim'K, Rilès, DJ Snake, Rachid Ferrache, Kamel Ouali, Lounis Dahmani, Mustapha Ourrad, Mehdi Meklat, Alice Zeniter, Karim Amellal, Idriss Aberkane Rachid Arhab, Le Raptor, Nacer Kettane, Arezki Idjerouidene, Alexandre Djouhri, Rachid Kaci, Ali André Mécili, Mohamed Saïl, Augustin Ibazizen, Fadela Amara, Jean-Baptiste Djebbari, Jordan Bardella, Djamel Beghal, Abdelmalek Sayad, Arezki Dahmani, Belkacem Lounès, Salem Chaker, Taos Amrouche, Mohand Saïd Hanouz, Madjid Boutemeur, etc.

### Musique

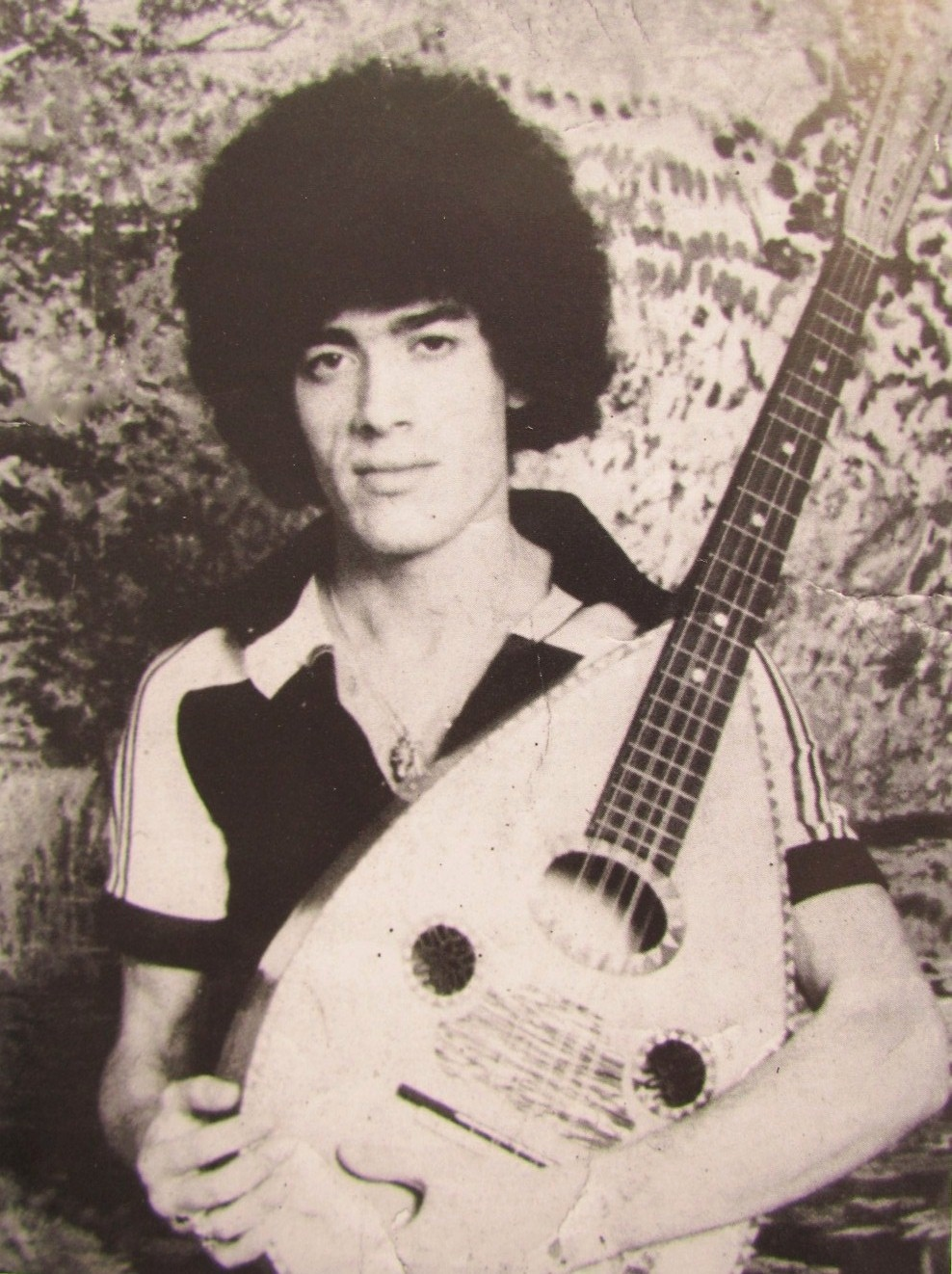
Lounès Matoub en 1975, chanteur identitaire kabyle, qui fut militant de la cause berbère en Algérie avant d'être assassiné le 25 juin 1998.

La variété kabyle (moderne ou traditionnelle) est l'une des musiques les plus importantes en Algérie. De nombreux artistes sont natifs de Kabylie ou d'origine kabyle, notamment Kamel Hamadi, Mohamed Iguerbouchène, Rabah Taleb, Farid Ferragui, Cherif Kheddam, Rabah Asma, Lounis Aït Menguellet, Nouara, Brahim Izri, Massa Bouchafa, Ǧamila, Lounès Matoub, Idir, Youcef Abdjaoui, Slimane Azem, Chérifa, Malika Domrane, Yasmina, Bahia Farah, DjurDjura, Ideflawen, Tagrawla, Amzik, Cheikh Sidi Bémol, Abranis, Ali Amran, Souad Massi, Djamel Allam, Salah Sadaoui, Allaoua Zerrouki, Cheikh Sadek El Béjaoui, Amar Ezzahi, Boudjemaâ El Ankis, Boudjemâa Agraw, Takfarinas, Aït Meslayene, Cheikh El Hasnaoui, Mouloud Zedek, Oulahlou, Ferhat Mehenni, etc.
La Kabylie a donné aussi quelques grands noms au chaâbi algérien comme notamment Hadj M'hamed El Anka, Kamel Messaoudi, Abdelkader Chaou, etc.

### Théâtre et cinéma
Le cinéma algérien se souviendra de Rouiched, un Algérois qui trouve ses racines dans les villages de Kabylie et a réuni, comme personne d'autre, les Algériens dans les salles de cinéma et de théâtre pendant plus de 40 ans. Mohamed Fellag, natif de Azeffoun, brilla durant ses débuts dans les salles de théâtre d'Alger avant d'émigrer par peur des intégristes. Il changea de public et trouva dans l'émigration algérienne et maghrébine nombre de fans. L'un des cinéastes kabyles les plus prolifiques est incontestablement Abderrahmane Bouguermouh. Il est connu pour avoir adapté au cinéma le roman de Mouloud Mammeri, La Colline oubliée (en kabyle : Tawrirt yettwattun), et réalisé également un documentaire sur les événements du 8 mai 1945. Il y a aussi la réalisatrice Habiba Djahnine, en particulier son documentaire Lettre à ma sœur, évoquant l'assassinat de sa sœur Nabila Djahnine et les droits des femmes durant la Décennie noire, ou encore le réalisateur Azzedine Meddour notamment pour le film La Montagne de Baya.

### Peinture

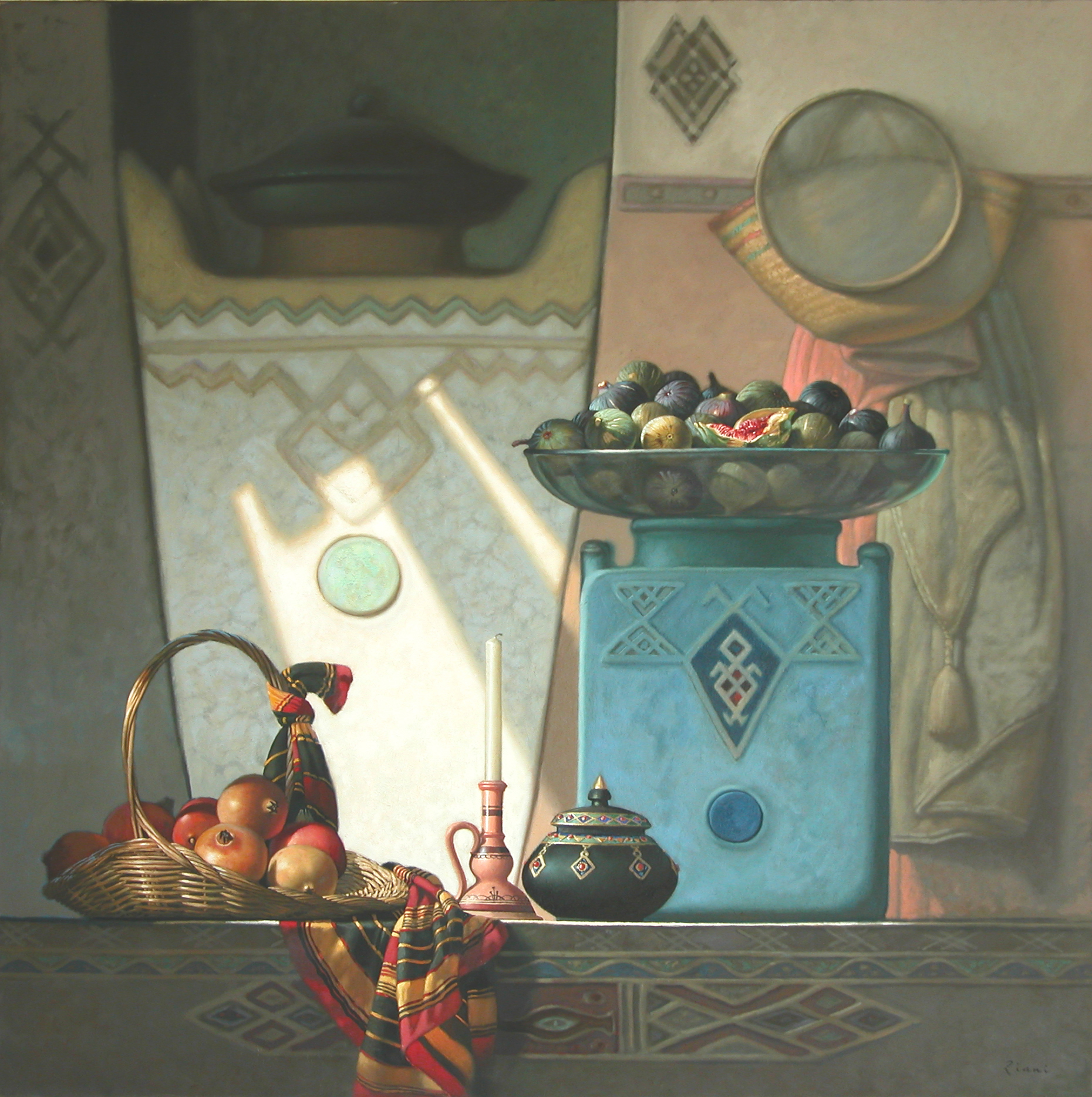
Le Silo bleu, par Ziani, huile sur toile, 2006 (conservée au Musée des Beaux-Arts d'Alger).

M'hamed Issiakhem, Hamid Tibouchi sont deux peintres et calligraphes qui ont marqué la scène algérienne et internationale par leurs œuvres, qui, pour le premier, s'inspirent plus de la guerre d'Algérie avec notamment la peinture "Résurrection du Chahid (1978)", et de la culture Amazigh comme le tableau "Paysage de Kabylie (1960)". Ces inspirations que l'on dénote particulièrement dans certaines œuvres d'Hocine Ziani à l'image de La Reine Tin Hinan.

### Sculpture
Bâaziz Hammache, artiste sculpteur kabyle connu pour ses œuvres des statues, placées au 4 coins de l'Algérie tel que Bougie de Tizi Ouzou et le sculpteur Olivier Graïne artiste sculpteur kabyle connue pour son œuvre de la statue de Mouloud Mammeri et Le Jardin des Artistes situés à Ait Yenni.

### Sport
Les Kabyles sont représentés par des sportifs tels Mouloud Iboud, Mohand Chérif Hannachi, Ali Fergani, Mahieddine Meftah, Moussa Saïb, Rachid Mekloufi, Zinédine Zidane, Salah Assad, Mustapha Dahleb, Rabah Madjer, Kheira Hamraoui, Youcef Atal, Yacine Adli, Maghnes Akliouche, Rayan Aït-Nouri, Mehdi Tahrat, Nouria Benida-Merah, Larbi Benboudaoud, Soraya Haddad, Sarah Ourahmoune, Loucif Hamani, Chérif Hamia, Samir Aït Saïd, Abdelbasset Hannachi, Hakim Arezki, etc. Les clubs de foot tels la JSK (Jeunesse sportive de Kabylie), la JSMB et le MO Béjaïa sont les clubs principaux de la région, aussi la région est connue pour le Volley-Ball notamment à Béjaïa.

### Littérature et sciences humaines et sociales
- Ferhat Abbas
- Mohand Idir Aït Amrane
- Farida Aït Ferroukh
- Arezki Ait Larbi
- Salima Aït Mohamed
- Rachid Aliche
- Taos Amrouche
- Mohamed Arkoun
- Mohand Arab Bessaoud
- Si Amar Ou Said Boulifa
- Salem Chaker
- Mouloud Feraoun
- Salima Ghezali
- Mohand Akli Haddadou
- Amar Imache
- Youcef Ou Kaci
- Saïd Cid Kaoui
- Mohand Amokrane Khelifati
- Lynda Koudache[89]
- Mouloud Mammeri
- Smaïl Medjeber
- Ferhat Mehenni
- Mohya
- Mouloud Kacem Naît Belkacem[90]
- Ahmed Nekkar[91]
- Djaffar Ouahioune
- Tassadit Yacine
- Smaïl Yefsah
- Salem Zenia

### Sciences formelles et naturelles
- Madjid Boutemeur[92]
- Abdelhafid Ihaddaden
- Noureddine Melikechi
- Yousef Saad[93]

## Économie

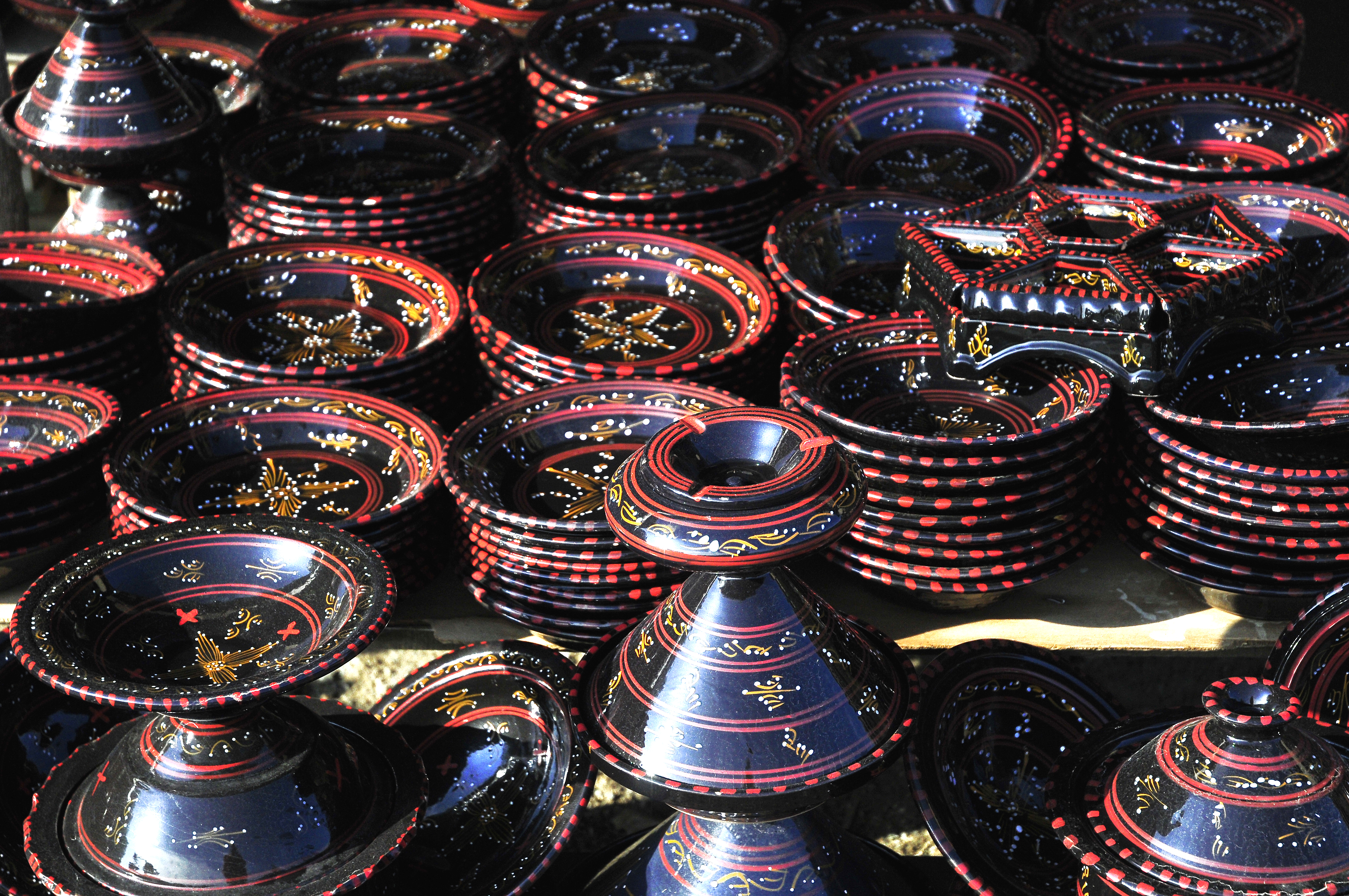
Poteries à vendre sur le bord de la route, Yakouren, Tizi Ouzou, Kabylie, en Algérie.

L'économie traditionnelle de la région est basée sur l'arboriculture (vergers et oliviers) et sur l'artisanat (tapisserie ou poterie). La culture des montagnes et des collines cède peu à peu à l'industrie locale (textile et agroalimentaire). Au milieu du XXe siècle, avec l'influence et le financement de la diaspora Kabyle, de nombreuses industries sont développées dans la région. Elle devient la deuxième région industrielle la plus importante du pays après Alger. Les Kabyles sont réputés fort mobiles. Bien avant la colonisation française, ils sillonnent une bonne partie de l’Afrique du Nord pour leur commerce mais aussi en quête de travail ; leur polyvalence les prédisposait à l’exercice de différents métiers. Ils louent leurs services comme soldats, maçons, constructeurs de moulins hydrauliques, faucheurs de blé, etc.
Pendant la présence des Ottomans, les Kabyles dits Zouaoua (originaires de Kabylie occidentale) et M’ziti (originaires de Kabylie orientale) sont nombreux à Alger et Constantine organisés en corporations, à l’instar d’autres groupes régionaux ou confessionnels algériens (Biskris, Mozabites, Juifs et cetera) ; ils sont employés comme terrassiers, jardiniers, gardes du Dey, etc. Rares sont les Kabyles qui se fixent définitivement loin de leurs villages ; ce n’est qu’après la destruction des bases de l’économie kabyle traditionnelle lors des révoltes de 1857 et 1871 que l’émigration se transforme peu à peu en départs définitifs et lointains (Tunisie, Syrie, France et cetera).

## Génétique
Une étude d'Arredi.et al. (2004) donne les fréquences des lignées d'une population kabyle de la Wilaya de Tizi Ouzou :
- Les haplogroupes Y-Dna, transmis exclusivement par la lignée paternelle, ont été trouvés aux fréquences suivantes en Kabylie : E1b1b1b (E-M81) (47,36 %), R1* (xR1a) (15,78 %) (plus tard analysé comme R1b3/R-M269, et aujourd'hui R1b1a2[95]), J1 (15,78 %), F* (xH, I, J2,K) (10,52 %) et E1b1b1c (E-M123) (10,52 %)[96]. L'haplogroupe J et R1 est en grande partie d'origine néolithique[97].
- Les haplogroupes MtDNA, transmis exclusivement par la lignée maternelle, sont trouvés aux fréquences suivantes : H (32,23 %) majoritairement H1 et H3; U* (29,03 % et 17,74 % U6), trouvés dans d'anciens spécimens ibéromaurusiens; preHV (3,23 % ; preV (4,84 %); V (4,84 %); T* (3,23 %); J* (3,23 %); L1 (3,23 %); L3e (4,84 %); X (3,23 %); M1 (3,23 %) ; N (1,61 %) et R (3,23 %).